# Уголовный кодекс РСФСР 1922 года
Уголовный кодекс Российской Социалистической Федеративной Советской Республики 1922 года — первый советский уголовный кодекс, принятый 26 мая 1922 года на 3-й сессии IX съезда Советов. Вступил в силу с 1 июня 1922 года, и с изменениями и дополнениями действовал, пока 1 января 1927 года в силу не вступил принятый 22 ноября 1926 года ВЦИК так называемый Уголовный кодекс РСФСР редакции 1926 года, который хоть и был обозначен как редакция УК РСФСР 1922 года, но по сути явился новым уголовным кодексом.

## История принятия
В 1920 году активизировалась работа по разработке нового уголовного кодекса. Кодекс строился на основе обобщения ранее принятых нормативных актов в области уголовного права (декретов и Руководящих начал), а также судебной практики народных судов и революционных трибуналов.
Необходимость в таком акте была обусловлена тем, что на основе действующих нормативных актов не удавалось обеспечить единство судебной практики. Так в докладе на III Всероссийском съезде деятелей советской юстиции в июне 1920 года М. Ю. Козловский (представитель наркомата юстиции) сообщал: «например, за спекуляцию, которая считается преступлением важным, налагается в одном месте маленький штраф, который немыслим в другом месте, где применяется исключительно лишение свободы и т. д. По целому ряду дел получается невероятное разнообразие и путаница», и далее: «В интересах централизации власти мы должны кодекс издать».
На этом же съезде началась подготовка кодекса, была предложена его система. В резолюции съезда было записано: «Съезд признает необходимость классификации уголовных норм, приветствует работу в этом направлении НКЮ и принимает за основу предложенную схему классификации деяний по проекту нового Уголовного кодекса, не предрешая вопроса об установлении кодексом карательных санкций. Съезд признает необходимым, чтобы проект кодекса был разослан на заключение губотделов юстиции».
Помимо основной задачи — дать правовую основу для борьбы с преступностью в РСФСР, перед разработчиками кодекса стояла и дополнительная: подготовка модельного акта в области уголовного права, который мог бы взят за основу при подготовке уголовных кодексов других союзных республик, а также стал бы первым шагом на пути к общему для всех республик кодифицированному уголовному закону.
Всего было разработано три проекта уголовного кодекса. Разработчиком первого из них стал общеконсультационный отдел наркомата юстиции (Общая часть — 1920 год, Особенная — 1921 год), второго — секция судебного права и криминалистики Института советского права (конец 1921 года) и, наконец, третьего — коллегия наркомата юстиции (1921 год, опубликован в 1922 году). Именно последний проект и лёг в основу уголовного кодекса.
Особенностью проектов, разработанных наркомюстом в 1920 и 1921 году, являлось восприятие ими разработанной в рамках социологической школы уголовного права теории «опасного состояния» личности. Проект 1920 года устанавливал следующую норму о преступности и наказуемости деяний: «Лицо, опасное для существующего порядка общественных отношений, подлежит наказанию по настоящему Кодексу. Наказуемыми являются как действие, так и бездействие. Опасность лица обнаруживается наступлением последствий, вредных для общества, или деятельностью, хотя и не приводящей к результату, но свидетельствующей о возможности причинения вреда». В окончательной редакции кодекса разработчики частично отказались от этих положений, связав наказуемость деяния прежде всего с совершением преступления, однако отдельные элементы теории «опасного состояния» в кодексе всё же сохранились; так, содержание задач уголовного закона в УК РСФСР 1922 года определялось следующим образом: «Уголовный Кодекс Р. С. Ф. С. Р. имеет своей задачей правовую защиту государства трудящихся от преступлений и от общественно-опасных элементов и осуществляет эту защиту путём применения к нарушителям революционного правопорядка наказания или других мер социальный защиты» (ст. 5).
Другой особенностью проекта, ставшего основой для будущего кодекса, стала крайняя размытость границ между преступлением и правонарушением (административным или гражданским): проект криминализовал такие деяния, как курение табака в неразрешенных для того местах, превышение предельных норм скорости езды, появление в публичном месте в состоянии опьянения, самовольное пользование чужим имуществом без намерения присвоить его, и т. д. Эти составы были позже исключены при рассмотрении кодекса ВЦИК.
Проектами предлагались и другие новшества, отвергнутые в ходе дальнейшей работы над кодексом: например, предлагалось ввести систему «родовых» (приблизительных, ориентировочных) составов преступлений (позже эта идея частично воплотилась в норме об аналогии), отказаться от закреплённых в законе санкций за совершение преступлений и перейти к неопределённым приговорам (в которых суд определял минимальную и максимальную меру наказания); даже в поздних вариантах проекта допускалось варьирование санкций с увеличением их выше высшего предела наказания, предусмотренного кодексом.
В целом к началу 1922 года проект кодекса ещё был далёк от совершенства, содержал множество пробелов, материал декретов не был в достаточной степени переработан. Тем не менее, в январе 1922 года состоялось его обсуждение на IV Всероссийском съезде деятелей юстиции, в котором приняло участие 5500 делегатов.
Съезд принял следующую резолюцию:

1) Проект в основных своих положениях, пролагая новый путь в области уголовного законодательства и учитывая четырёхлетний опыт работы советских судов, отвечает требованиям науки и практическим задачам переживаемого периода пролетарской революции, должен быть принят за основу, нуждаясь в то же время в исправлениях и дополнениях как в Общей, так и в Особенной его части.
2) Скорейшее введение в действие означенного Уголовного кодекса является настоятельно необходимым в интересах внедрения революционной законности и укрепления советского строя.
— «Об Уголовном кодексе»
В марте 1922 года проект УК был рассмотрен специальной комиссией при Малом Совнаркоме. Работа велась крайне интенсивно, было принято более 100 поправок. Нарком Наркомюста Д. И. Курский так охарактеризовал проект кодекса в том виде, в котором он был внесён на рассмотрение ВЦИК: проект представлял собой «как бы кристаллизованное правосознание работников, которые сейчас ведут дело правосудия у нас в Советской республике». Об обстановке работы над проектом УК можно судить также по письму Д. И. Курского от 23 февраля 1922 г. В. И. Ленину: 

Обращаю Ваше внимание также и на ту, поистине египетскую работу, которую, как, например, в области уголовного права, самостоятельно (без прецедентов и активного участия спецов) пришлось проделать за последние 2-3 месяца, когда приходилось заваленным канцелярской работой членам комиссии работать над законодательством буквально ночами.
В дальнейшем кодекс обсуждался на майской сессии ВЦИК IX созыва, где также дорабатывался, после чего на пленарном заседании 26 мая 1922 года был одобрен окончательно. Первый уголовный кодекс РСФСР вступил в силу 1 июня 1922 года.

## Система кодекса
УК РСФСР 1922 года состоял всего лишь из 227 статей, четверть из которых относились к общей части. Это был один из самых коротких уголовных кодексов во всей мировой истории.
Кодекс состоял из Введения, Общей и Особенной частей.
Общая часть регулировала пределы действия кодекса, общие начала применения наказания, определение меры наказания, роды и виды наказаний и других мер социальной защиты, порядок отбывания наказания (позднее отбывание наказания стало регламентироваться Исправительно-трудовым кодексом РСФСР 1924 года).
Особенная часть УК состояла из восьми глав: государственные преступления; должностные (служебные) преступления; нарушение правил об отделении церкви от государства; преступления хозяйственные; преступления против жизни, здоровья, свободы и достоинства личности; имущественные преступления; воинские преступления; нарушение правил, охраняющих народное здравие, общественную безопасность и публичный порядок.
В число государственных преступлений включались также преступления против порядка управления: оскорбление представителя власти, самоуправство, подделка документов, побег арестованного и т. д. Преступления против жизни, здоровья, свободы и достоинства личности делились на пять видов: убийство, телесные повреждения и насилие над личностью, оставление в опасности, преступления в области половых отношений, иные посягательства на личность и её достоинство.

## Основные положения Общей и Особенной части Уголовного кодекса

### Преступление
В УК РСФСР 1922 года закреплялся классовый характер советской уголовной политики. Преступлением признавалось:

всякое общественно опасное действие или бездействие, угрожающее основам советского строя и правопорядку, установленному рабоче-крестьянской властью на переходный к коммунистическому строю период времени.
В кодексе не просто давались формальные определения основных уголовно-правовых понятий, но и раскрывалась их социальная, классовая сущность: нормы кодекса были направлены на защиту рабоче-крестьянского правопорядка, государства и общества. Учёными отмечаются и другие достоинства этого кодекса, выгодно отличавшие его от предшествовавших нормативных актов: в кодекс вновь вернулись нормы о виновном характере ответственности, о формах вины; подчёркивается гуманизм системы наказаний.
В ст. 27 Кодекс выделял 2 категории преступлений: 1) направленные против установленных рабоче-крестьянской властью основ нового правопорядка или признаваемые ею наиболее опасными и 2) все остальные преступления. Для первой категории устанавливался низший предел наказания (не менее определённого срока), для второй — высший предел. В судебной практике при этом, согласно разъяснениям Верховного суда РСФСР, применялось более строгое деление: к первой категории относились лишь деяния, посягающие на основы советского строя: контрреволюционные преступления, шпионаж, бандитизм и корыстные хозяйственные и должностные преступления с тяжелыми для государства последствиями.
Характеристика хозяйственных преступлений отражала специфику НЭПа: запрещались или ограничивались  спекуляция валютой (ст. 138), скупка и сбыт товаров, относительно которых имеется специальное запрещение или ограничение. (ст. 139), сговор продавцов с целью взвинчивания  цен на товары (ст. 137).

#### Аналогия закона
Ещё в процессе обсуждения кодекса многочисленные споры вызвало наличие в нём нормы об аналогии закона: ст. 10 Кодекса устанавливала, что «в случае отсутствия в Уголовном Кодексе прямых указаний на отдельные виды преступлений, наказания или меры социальной защиты применяются согласно статьям Уголовного Кодекса, предусматривающим наиболее сходные по важности и роду преступления».
Председатель Малого Совнаркома (подготовившего проект УК ранее в марте 1922 г. без этой нормы) указывал, что аналогия — это отступление от принципа законности, и её введение обуславливает существование судебного произвола. Главным же доводом сторонников аналогии было указание на то, что четыре года Советской власти, особенно с учетом спешки принятия УК, — срок слишком малый для правильного прогноза возможных форм преступлений при отсутствии исторических аналогов социалистического УК.
И действительно, на практике в период действия этого кодекса аналогия применялась редко и в отношении реально опасных деяний, при этом она свелась к расширительному толкованию норм кодекса. Этому способствовало и уголовно-процессуальное законодательство: например, пункт 3 ст. 235 УПК РСФСР говорил, что суд в распорядительном заседании рассматривает обвинительное заключение с точки зрения того, предусмотрено ли обвинение Уголовным кодексом и какой именно статьей, то есть УПК требовал прекращения уголовного преследования во всякой стадии процесса при отсутствии в действиях лица состава преступления. Поэтому, когда в УК возникали пробелы из-за появления новых общественно опасных деяний, отпадения или изменения степени их общественной опасности, то в УК РСФСР законодательно вносились соответствующие дополнения или изменения. Общее число изменений за время действия УК РСФСР 1922 года было довольно значительным.

### Вина
В отличие от Руководящих начал 1919 года, в кодекс были включены положения о виновной ответственности: статья 11 кодекса устанавливала следующие положения:

Наказанию подлежат лишь те, которые:
а) действовали умышленно, то есть предвидели последствия своего деяния и их желали или же сознательно допускали их наступление; или
б) действовали неосторожно, то есть легкомысленно надеялись предотвратить последствия своих действий или же не предвидели их, хотя и должны были их предвидеть.
— Уголовный кодекс РСФСР 1922 года, ст. 11.
Эти определения были в целом основаны на ст. 48 Уголовного уложения 1903 года, с некоторыми изменениями: в формулу умысла включён элемент предвидения преступных последствий, а возможность предвидеть общественно опасные последствия не включена в явной форме в формулу преступной небрежности, хотя и понималась как необходимая предпосылка долженствования предвидения наступления последствий.
Нормы УК РСФСР 1922 года о вине с незначительными изменениями вошли в последующие законодательные акты Союза ССР и РСФСР, похожие формулировки содержатся и в действующем в настоящее время Уголовном кодексе РФ.

### Субъект преступления
Возраст уголовной ответственности установлен кодексом в 14 лет (ст. 18). При этом к несовершеннолетним от 14 до 16 лет могли вместо наказания применяться меры медико-педагогического воздействия. Достаточно широко определяется круг лиц, которые могут быть признаны невменяемыми: к их числу в ст. 17 кодекса отнесены все лица, совершившие преступление в состоянии хронической душевной болезни или временного расстройства душевной деятельности, или вообще в таком состоянии, когда они не могли отдавать отчет в своих действиях.

### Наказание
В УК РСФСР 1922 года для обозначения мер воздействия, применяемых к преступнику, употребляется термин «наказание», причём наказание хотя формально и рассматривается как разновидность «мер социальной защиты», но фактически противопоставляется таким мерам, не содержащим элемента кары.
В ст. 8 кодекса устанавливаются цели наказания: общее предупреждение новых нарушений как со стороны нарушителя, так и со стороны других неустойчивых элементов общества; приспособление нарушителя к условиям общежития путём исправительно-трудового воздействия; лишение преступника возможности совершения дальнейших преступлений.
В УК РСФСР 1922 года были предусмотрены наказания — от общественного порицания до лишения свободы: изгнание из пределов РСФСР на срок или бессрочно; лишение свободы со строгой изоляцией или без таковой; принудительные работы без содержания под стражей; условное осуждение; полная или частичная конфискация имущества; штраф; поражение прав; увольнение от должности; общественное порицание; возложение обязанности загладить вред.
Смертная казнь в виде расстрела формально не была включена в систему наказаний кодекса, поскольку считалось, что её применение должно носить исключительный и временный характер, «вплоть до отмены Всероссийским Центральным Исполнительным Комитетом».
Наиболее строгим видом наказания, предусмотренным УК РСФСР 1922 года, было лишение свободы, максимальный срок которого устанавливался в 10 лет; при этом лишение свободы не могло назначаться как альтернатива штрафу, который при отсутствии у осуждённого средств для его уплаты заменялся принудительными работами.
Следует отметить, что первоначально планировалось установить максимальный срок лишения свободы в 5 лет, а минимальный — в 6 месяцев. Лишение свободы задумывалось разработчиками кодекса как мера исключительно исправительная: резолюция IV Всероссийского съезда деятелей советской юстиции по докладу о современной карательной политике гласила:

1)… Лишение свободы имеет своей целью перевоспитание впавших в преступление граждан и приспособление их к условиям существующего строя.
2) Краткосрочный арест как мера не перевоспитания, а так называемого юридического исправления требует помещения арестованных в одиночные камеры, что в переживаемых условиях неосуществимо. Поэтому арест не введен в систему наказаний в проект Уголовного кодекса.
3) Лишение свободы как мера исправительная может достигать желательных результатов лишь при значительных сроках, дающих возможность ознакомиться с личностью преступника и применить к нему те или иные методы воздействия. Поэтому в проекте Кодекса минимальный срок этого вида наказания установлен шесть месяцев.
4) В зависимости от тяжести преступления и степени вредности и опасности преступника для общества объём наказания лишением свободы варьирует от 6 месяцев до 5 лет и применяется по так называемой прогрессивной системе постепенным смягчением режима в зависимости от степени исправления, характеризуемой поведением и трудолюбием заключенного.
— Вестник советской юстиции на Украине. 1922. № 2. С. 72—73.
Однако, как показала практика, установление минимального 6-месячного срока лишения свободы оказалось ошибочным: всего через год (законом от 10 июля 1923 года) было введено краткосрочное лишение свободы.
Лишение прав заключалось в лишении активного и пассивного избирательного права (в том числе в профессиональные организации), права занимать ответственные должности, быть народным заседателем, защитником на суде, попечителем и опекуном. Самое лёгкое наказание — общественное порицание — заключалось в публичном (на собрании, сельском сходе и т. д.) объявлении вынесенного судом осуждения данному лицу с опубликованием приговора в печати за счет осужденного либо без такового.
В ст. 49 Кодекса вводилось понятие «социально опасные элементы» в виде высылки лиц, которые представляли «социальную опасность», на срок до трёх лет, к тому же с неуголовно-правовыми основаниями её применения (за «связь с преступной средой» и «прошлую деятельность», то есть, например, даже за наличие судимости). Эта норма явилась новацией по отношению к советскому законодательству 1917—1922 гг., и не раз приводила впоследствии к перегибам, подобным объявленной в 1921 году Центроугрозыском «неделе воров», когда арестовывались все лица, ранее судимые за имущественные преступления независимо от того, какую деятельность они осуществляли в настоящий момент. Она обоснованно критиковалась уже в момент принятия и много позже, например, В. Д. Смирновым и М. Д. Шаргородским .
10 августа 1922 года Ф. Э. Дзержинский подписал декрет ВЦИК о применении высылки до трех лет за причастность к контрреволюционным преступлениям и рецидивистам (вопрос о такой высылке рассматривался комиссией из представителей НКВД и Наркомюста согласно утверждению ВЦИК). Административная высылка в соответствии с Декретом от 16 октября 1922 г. стала применяться к двум категориям лиц: к деятелям антисоветских политических партий (ст. 60, 61, 62 УК) и к дважды судимым по ст. 76, 85, 93, 140, 170, 171, 176, 180, 182, 184, 189—191 и 220 УК.
Главной задачей наказания было перевоспитание осужденных через общественно полезный труд. Для её реализации стала формироваться специальная юридическая  подотрасль, регулировавшая порядок отбывания наказания – исправительно-трудовое право. 
16 октября 1924 г. ВЦИК принял Исправительно-Трудовой кодекс РСФСР, который запрещал воздействие на осуждённых с целью причинения физических страданий и унижения человеческого достоинства. В основе перевоспитания должен был лежать обязательный общественно-полезный труд, целесообразный режим отбывания наказания и культурно-воспитательная работа.

### Другие институты общей части
Кодекс предусматривал ответственность за приготовление к преступлению (в случаях, когда преступность таких действий прямо установлена в уголовном законе — ст. 12), оконченное и неоконченное покушение на преступление (ст. 13). Покушение наказывается так же, как и оконченное преступление, однако отсутствие или незначительность фактически наступивших преступных последствий могли быть приняты во внимание судом при назначении наказания (ст. 14). Существовала и норма о добровольном отказе от совершения преступления (ст. 14).
Обстоятельствами, исключающими преступность деяния, по УК РСФСР 1922 года являлись необходимая оборона и крайняя необходимость.
Кодекс не содержит общего определения соучастия. В одном из проектов соучастие определялось как совершение деяния сообща группой лиц. Предусматривалась ответственность исполнителей, подстрекателей и пособников преступления (ст. 16), причём мера наказания при совершении преступления в соучастии определялась как степенью участия, так и степенью опасности преступника и совершенного им преступления (ст. 15).

### Особенная часть
Перечень преступных деяний, предусмотренных УК РСФСР 1922 года, в целом был основан на системе преступлений, предусматриваемых декретами 1917—1921 годов; из перечня преступлений были исключены деяния, утратившие преступный характер в связи со сворачиванием политики военного коммунизма, и добавлены составы хозяйственно-экономических преступлений, ставших актуальными вследствие введения НЭПа.
Определение контрреволюционных преступлений в кодексе основывалось на письме В. И. Ленина Д. И. Курскому 7 мая 1922 года:

т. Курский! В дополнение к нашей беседе посылаю Вам набросок дополнительного параграфа Уголовного кодекса… Основная мысль, надеюсь, ясна, несмотря на все недостатки черняка открыто выставить принципиальное и политически правдивое (а не только юридически — узкое) положение, мотивирующее суть и оправдание террора, его необходимость, его пределы.
Суд должен не устранить террор; обещать это было бы самообманом или обманом, а обосновать и узаконить его принципиально, ясно, без фальши и без прикрас. Формулировать надо как можно шире, ибо только революционное правосознание и революционная совесть поставят условия применения на деле, более или менее широкого.
С коммунистическим приветом Ленин.
Вариант 1:
Пропаганда, или агитация, или участие в организации, или содействие организациям, действующие (пропаганда и агитация) в направлении помощи той части международной буржуазии, которая не признает равноправия приходящей на смену капитализма коммунистической системы собственности и стремится к насильственному её свержению, путём ли интервенции, или блокады, или шпионажа, или финансирования прессы и т. под. средствами, карается высшей мерой наказания, с заменой в случае смягчающих вину обстоятельств, лишением свободы или высылкой за границу.
Вариант 2:

…Такому же наказанию подвергаются виновные в участии в организациях или в содействии организациям или лицам, ведущим деятельность, имеющую вышеуказанный характер (деятельность коих имеет вышеуказанный характер).— ПСС. Т. 45. С. 190–191
Эти положения практически в неизменном виде (за исключением установления смертной казни за пропаганду и агитацию, которая назначалась лишь в условиях военной обстановки или народных волнений) вошли в соответствующую главу кодекса.
В отношении преступлений против личности и её прав следует отметить исключение из кодекса наказуемости убийства, совершённого по настоянию убитого (которая вскоре после принятия кодекса была восстановлена), сутенёрства и нарушения авторских прав (за которое ответственность устанавливалась в гражданско-правовом порядке).

## Последующие изменения кодекса
В период своего действия кодекс неоднократно подвергался изменениям. Так, Законом от 10 июля 1923 года было установлено, что в случае совершения ненаказуемого приготовления к преступлению суд имеет право применить другие «меры социальной защиты»: воспрещение занимать ту или иную должность или заниматься той или иной деятельностью или промыслом и удаление из определенной местности; это было связано со встречавшимися в практике случаями оправдания лиц, совершивших явно общественно опасное приготовление к преступлению (например, группы рецидивистов, направлявшихся к месту совершения хищения с комплектом воровских инструментов).
Другие изменения касались несовершеннолетних и были связаны со смягчением мер ответственности, которые могли применяться к несовершеннолетним преступникам, а также усилением ответственности за посягательства на малолетних и несовершеннолетних; в УК также была включена новая мера социальной защиты — лишение родительских прав.
Изменялись и нормы о наказании: было запрещено применение расстрела к несовершеннолетним и беременным женщинам, введено краткосрочное лишение свободы на срок от 1 месяца (Закон от 10 июля 1923 года), а позже и на срок от 7 дней (Закон от 16 октября 1924 года); введён институт погашения судимости.
Фактически относилась к уголовному праву и статья 4-а УПК РСФСР, введенная 9 февраля 1925 года, устанавливавшая ненаказуемость деяний, которые хотя формально и содержат в себе признаки преступления, но не являются общественно опасными в силу малозначительности.
Изменялись и дополнялись и нормы Особенной части. Была введена ответственность за совершение контрреволюционных преступлений с косвенным умыслом: наказывалось деяние, которое не будучи непосредственно направленным на свержение, подрыв или ослабление советской власти, «тем не менее, заведомо для совершившего деяние, содержит в себе покушение на основные политические или хозяйственные завоевания пролетарской революции».
Криминализация некоторых деяний была связана с экономической борьбой частного и государственного сектора в условиях НЭПа: так, в кодекс была включена ответственность за заключение убыточных для государства договоров лицом, действующим от имени государственного учреждения или предприятия, сговор с целью снижения цен на публичных торгах путём намеренного опорочивания вещи и иным способом, сообщение ложных сведений при регистрации торгово-промышленных предприятий, налоговые преступления и другие деяния в сфере экономики.
Были криминализованы деяния, направленные против интересов военной службы, торгового мореплавания, правосудия, введены новые составы преступлений против личности, включая невыплату алиментов и незаконный оборот наркотиков, деяния, составляющие пережитки родового быта (браки с малолетними, принуждение женщин к браку, похищение женщин, калым).
В то же время были декриминализованы многие деяния, не представляющие большой общественной опасности: мелкая кража на производстве, маловажные виды хулиганства, хранение огнестрельного оружия, незаконная рыбная ловля, охота и т. д.
Менялись и санкции существующих статей: была существенно усилена ответственность за самогоноварение, хищение, уничтожение и повреждение имущества, находящегося в государственной и общественной собственности, а также взяточничество (вплоть до расстрела с конфискацией имущества).
После образования Союза Советских Социалистических Республик и принятия Конституции СССР началось и создание общесоюзного уголовного законодательства. Были приняты Основные начала уголовного законодательства Союза ССР и союзных республик 1924 года, и республиканские УК начали приводиться в соответствие с ними. В 1925 г. в УК РСФСР были внесены настолько значительные изменения, что эта редакция, по сути стала считаться новым кодексом — УК РСФСР 1926 года.

## Другие нормативные документы
Одновременно с принятием Уголовного кодекса 25 мая 1922 г. ВЦИК принял Уголовно-процессуальный кодекс РСФСР, описывавший основные стадии уголовного процесса: возбуждение уголовного дела, дознание, предварительное следствие, судебное разбирательство, постановление приговора, кассационное рассмотрение, исполнение приговора. В отличие от предыдущей версии УПК, участие защиты предусматривалось на стадии судебных слушаний, а не на стадии предварительного следствия и дознания.  
Проведение судебной реформы 1922 г. вызвало принятие нового УПК РСФСР 15 февраля 1923 г., в котором были зафиксированы такие принципы уголовного судопроизводства, как гласность и публичность заседаний, устность судопроизводства, ведение процесса на русском языке или на языке большинства населения данной местности (с приглашением переводчика при необходимости). Новый кодекс подробнее регулировал порядок дознания и следствия, обязывая предварительное следствие  выяснить все обстоятельства: как уличающие, так и оправдывающие обвиняемого. Приговор принимался большинством голосов. Судья, оставшийся в меньшинстве, имел право письменно выразить особое мнение, приобщаемое к делу. Был устанавлен кассационный порядок обжалования приговоров.